# 傻瓜 (紙牌遊戲)
傻瓜或杜拉克（英語：Durak，IPA：[dʊˈrak] ⓘ）是一种流行于後蘇聯國家的纸牌游戏。游戏目标是出掉所有牌。游戏结束时，最后一名玩家手中的牌被称为“Durak”，原意《傻瓜》。
傻瓜可能源于18世纪的结尾，并由1812年俄法战争的俄国帝国军队的士兵推广。起始，傻瓜曾是农民和底层人的社交游戏，经十月革命后在20世纪中成为苏联最流传的卡片游戏。

## 玩法
杜拉克一般由2-5人玩，并从常规52-牌副中移除所有2-5的牌及大小王。剩余的36牌理论上可以支持6个玩家，不过这样子会严重偏向首先攻击，并且消弱首先防守的玩家。此游戏可以用多余一副牌玩。
洗牌后，给每个玩家发六张牌。牌堆的底牌被翻开。这张牌的花色确定了当前局的王牌花色，并且向上，放在牌堆的地下，使得底牌仍然可见。王牌花色仍然是游戏的一部分，并且会被最后抽取。王牌花色的牌可以打过任何其他的花色。假设游戏开始王牌为桃花7，那花色为桃花，并且任何桃花的牌都可以用于打败任何其他花色的牌。已经打出的牌将被弃掉一边。